# Вальдесі Сілва
Вальдесі Сілва де Соуза (брет. Waldeci Silva de Souza; нар. 9 липня 1982, Манаус, штат Амазонас) — бразильський борець вільного стилю, бронзовий призер Панамериканського чемпіонату, бронзовий призер чемпіонату Південної Америки.

## Спортивні результати на міжнародних змаганнях

### Виступи на Чемпіонатах світу
| Змагання                        | Збірна   | Вагова категорія          | Місце |
| ------------------------------- | -------- | ------------------------- | ----- |
| Чемпіонат світу з боротьби 2015 | Бразилія | вільна боротьба, до 65 кг | 32    |

### Виступи на Панамериканських чемпіонатах
| Змагання                                   | Збірна   | Вагова категорія          | Місце  |
| ------------------------------------------ | -------- | ------------------------- | ------ |
| Панамериканський чемпіонат з боротьби 2006 | Бразилія | вільна боротьба, до 60 кг | Бронза |
| Панамериканський чемпіонат з боротьби 2007 | Бразилія | вільна боротьба, до 60 кг | 8      |
| Панамериканський чемпіонат з боротьби 2008 | Бразилія | вільна боротьба, до 60 кг | 8      |
| Панамериканський чемпіонат з боротьби 2011 | Бразилія | вільна боротьба, до 60 кг | 13     |
| Панамериканський чемпіонат з боротьби 2012 | Бразилія | вільна боротьба, до 60 кг | 7      |
| Панамериканський чемпіонат з боротьби 2013 | Бразилія | вільна боротьба, до 60 кг | 12     |
| Панамериканський чемпіонат з боротьби 2015 | Бразилія | вільна боротьба, до 65 кг | 12     |

### Виступи на Панамериканських іграх
| Змагання                  | Збірна   | Вагова категорія          | Місце |
| ------------------------- | -------- | ------------------------- | ----- |
| Панамериканські ігри 2007 | Бразилія | вільна боротьба, до 60 кг | 5     |

### Виступи на Чемпіонатах Південної Америки
| Змагання                                    | Збірна   | Вагова категорія          | Місце  |
| ------------------------------------------- | -------- | ------------------------- | ------ |
| Чемпіонат Південної Америки з боротьби 2012 | Бразилія | вільна боротьба, до 60 кг | 5      |
| Чемпіонат Південної Америки з боротьби 2013 | Бразилія | вільна боротьба, до 60 кг | 5      |
| Чемпіонат Південної Америки з боротьби 2014 | Бразилія | вільна боротьба, до 65 кг | Бронза |

### Виступи на Південноамериканських іграх
| Змагання                       | Збірна   | Вагова категорія          | Місце |
| ------------------------------ | -------- | ------------------------- | ----- |
| Південноамериканські ігри 2014 | Бразилія | вільна боротьба, до 65 кг | 5     |

### Виступи на інших змаганнях
| Змагання                        | Збірна   | Вагова категорія          | Місце  |
| ------------------------------- | -------- | ------------------------- | ------ |
| Кубок Бразилії з боротьби 2012  | Бразилія | вільна боротьба, до 60 кг | Срібло |
| Cerro Pelado International 2013 | Бразилія | вільна боротьба, до 60 кг | 11     |
| Кубок Бразилії з боротьби 2013  | Бразилія | вільна боротьба, до 60 кг | Срібло |
| Кубок Бразилії з боротьби 2014  | Бразилія | вільна боротьба, до 65 кг | 5      |